# مطموطينات
المطموطينات (الاسم العلمي: Momotoidea) هي فوق فصيلة من الطيور تتبع رتيبة القاونداويات من رتبة الشقراقيات.

## فصائل
- مطموطية

## أجناس
- المطموط